# 韦玄贞
韋玄貞（7世纪—684年），京兆府万年县（今陝西省西安市）人，出自京兆韦氏驸马房，韋皇后之父。

## 生平
祖父韦材，隋朝仪同三司、左武候骠骑将军、坊州刺史、恒安县开国伯。父韦弘表，隋左千牛、唐游击将军、曹王府典军。韦玄贞原為普州（今四川省安岳縣）參軍。调露中（680年），其女韦氏成为太子妃，即唐中宗第二位妻子。於唐中宗即位之時，升任為豫州（今河南省汝南縣）刺史。
唐中宗繼位後打算建立一支自己的力量與母亲武則天抗衡，他的主要支持人是他的妻子韋皇后外戚。他打算將岳父韋玄貞提拔為侍中，遭到宰相裴炎的反對。李顯怒下說：「朕即使把天下都給韋玄貞，又有何不可？還在乎一個侍中嗎？」武則天以此為借口將唐中宗廢黜為廬陵王，韋玄貞亦因而遭流放至欽州，不久逝世。妻子崔氏被钦州首领宁承基兄弟所杀。四子韦洵、韦浩、韦洞和韦泚也都在容州被宁所杀。另有两女，逃窜获免。
705年（神龍元年）三月，追贈其為太師、雍州牧、益绵梓隆等十一州诸军事、益州大都督、上柱国，谥号献惠；同年四月，加贈為上洛郡王，又追赠酆王。

## 家庭

### 夫人
- 博陵崔氏，隋朝员外郎崔凤举之女，唐朝卫尉卿崔从礼的姐妹

### 子女
- 韋皇后
- 韋洵，长子，死于容州，赠吏部尚书、益州大都督、汝南郡王，冥婚萧氏，银青光禄大夫、代理中书侍郎、同中书门下三品、监修国史、上柱国、酂国公萧至忠第三女
- 韋浩，死于容州，赠太常卿、武陵郡王
- 韋洞，第三子，死于容州，赠卫尉卿、并州大都督、淮阳郡王（《旧唐书》作淮南郡王），冥婚崔氏，太子家令清河崔道猷第四女
- 韋泚，死于容州，赠太仆卿、荆州大都督、上蔡郡王，冥婚郑氏，隋朝高密县县令郑道援曾孙女，沣州司马郑怀节孙女，贝州清河尉郑锐思女，尚衣御奉郑万钧堂妹
- 净觉，在大安国寺出家[2]
- 韦氏，嫁光禄大夫、代理太子詹事、陈国公陆颂，封郕国夫人
- 韦七姨，嫁太常少卿冯太和，封崇国夫人，冯太和死后改嫁嗣虢王李邕[3][4][5]
- 韦城县主，第八女，仪凤三年在韦曲去世，冥婚赠尚衣御奉郑戭，隋朝高密县县令郑道援曾孙，沣州司马郑怀节之孙，晋州襄陵县县令郑进思第八子
- 卫南县主，第十一女，永淳元年在豫州去世，虚龄四岁，冥婚汉阳公李冲玄之孙，栎阳县县令李烈之子李怡